# Пинар, Альфонс
Альфо́нс Луи Пина́р (фр. Alphonse Louis Pinart; 1852—1911) — французский лингвист, антрополог, этнолог и коллекционер, специалист по Америке. Изучал цивилизации Нового Света в новейшем на тот момент методе антропологии, этнологии и лингвистики. Был женат на археологе и лингвисте Зелии Наттолл.

## Биография
Родился в семье индустриального магната, изучал английский, русский и азиатские языки под руководством филолога Станисласа Жюльена. Коллекционировал предметы и книги, которые он позже поместил в Этнографический музей Трокадеро и музей в замке Булонь-сюр-Мер.
Во время Всемирной выставки 1867 встретился в Шарлем-Этьеном де Бурбуром, благодаря которому заинтересовался в изучение культуры Мезоамерики. Планировал отправится на Аляску с целью доказать теорию о сибирском происхождение индейцев Америки.
В 19 лет некоторое время жил на Аляске, которая была приобретена США у Российской империи, посетил Алеутские острова. В экспедиции обнаружил маски на архипелаге Кадьяк, остров Унга и погребальные пещеры китобоев Шумагинского архипелага. В 1873—1874 ездил в Санкт-Петербург (где посетил Кунсткамеру) , Москву, Копенгаген, Хельсинки и Тарту, где писал статьи о народах Берингвого пролива для историка Джорджа Банкрофта.
После возвращения во Францию, уехал в США где проехал остров Мэн, Новую Шотландию, Орегон, Британскую Колумбию, штат Вашингтон и Аризону. В 1875 году приобрёл большую коллекцию монет эпохи Мезоамерики и большую часть библиотеки Брассера де Бурбура.
В 1878 году договорился о спонсирование экспедиции Министерством образования. В Сан-Франциско он познакомился с лингвисткой Зелией Наттолл, спустя год они поженились, Наттолл вместе с мужем ездила в Вест-Индию, Францию и Испанию. В 1881 году супруги развелись перед рождением дочери.